# Chili op de Olympische Winterspelen 1984
Tijdens de Olympische Winterspelen van 1984, die in Sarajevo (Joegoslavië) werden gehouden, nam Chili voor de achtste keer deel.

## Deelnemers en resultaten

### Alpineskiën
| Olympiër         | Discipline       | Resultaat | Prestatie                        |
| ---------------- | ---------------- | --------- | -------------------------------- |
| Andres Figueroa  | afdaling (m)     | 41e       | 1.52,97 (+7,38)                  |
| Andres Figueroa  | reuzenslalom (m) | 37e       | 2.59,23 (+18,05) 1.29,86+1.29,37 |
| Andres Figueroa  | slalom (m)       | 19e       | 1.55,38 (+15,97) 59,79+55,59     |
| Hans Kossmann    | afdaling (m)     | 42e       | 1.54,36 (+8,77)                  |
| Hans Kossmann    | reuzenslalom (m) | dnf-1     | opgave run 1                     |
| Hans Kossmann    | slalom (m)       | 21e       | 1.56,27 (+16,86) 1.00,15+56,12   |
| Dieter Linneberg | afdaling (m)     | 39e       | 1.51,68 (+6,09)                  |
| Dieter Linneberg | reuzenslalom (m) | 42e       | 3.03,56 (+22,38) 1.31,75+1.31,81 |
| Dieter Linneberg | slalom (m)       | 20e       | 1.55,78 (+16,37) 59,86+55,92     |
| Miguel Purcell   | afdaling (m)     | 44e       | 1.54,91 (+9,32)                  |
| Miguel Purcell   | reuzenslalom (m) | 44e       | 3.05,40 (+24,22) 1.32,19+1.33,21 |
| Miguel Purcell   | slalom (m)       | 23e       | 1.58,00 (+18,59) 1.02,26+55,74   |

Andorra · Argentinië · Australië · België · Bolivia · Bondsrepubliek Duitsland · Britse Maagdeneilanden · Bulgarije · Canada · Chili · China · Chinees Taipei · Costa Rica · Cyprus · Duitse Democratische Republiek · Egypte · Finland · Frankrijk · Griekenland · Groot-Brittannië · Hongarije · IJsland · Italië · Japan · Joegoslavië · Libanon · Liechtenstein · Marokko · Mexico · Monaco · Mongolië · Nederland · Nieuw-Zeeland · Noord-Korea · Noorwegen · Oostenrijk · Polen · Puerto Rico · Roemenië · San Marino · Senegal · Sovjet-Unie · Spanje · Tsjecho-Slowakije · Turkije · Verenigde Staten · Zuid-Korea · Zweden · Zwitserland